# Asparuh Nikodimov

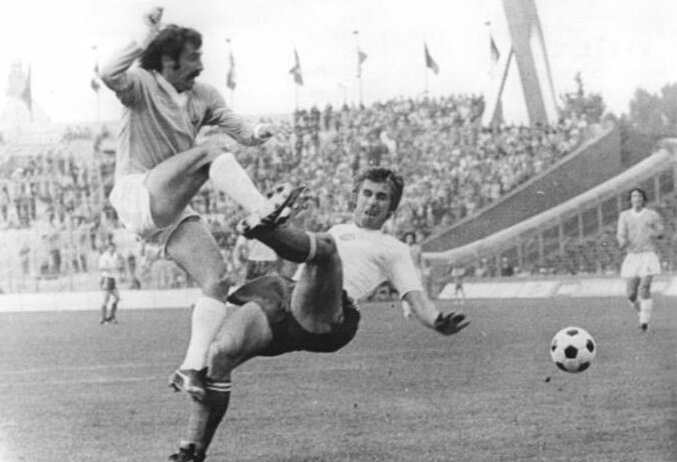
Nikodimov (centro) jugando para Bulgaria y Ricardo Pavoni (izquierda) de Uruguay en el Grupo 3 del mundial de Alemania 1974.

Asparuh Nikodimov (en búlgaro: Аспарух Донев Никодимов; provincia de Sofía, Bulgaria; 21 de agosto de 1945) es un exfutbolista y entrenador búlgaro que jugaba en la posición de centrocampista.

## Carrera

### Club
Inició su carrera a los 16 años con el Septemvri Sofia en 1962 y dos años después pasó al PFC CSKA Sofia donde estuvo por 11 años en los que disputó 296 partidos y anotó 58 goles, además de ser campeón nacional en seis ocasiones y ganar la copa nacional cinco veces.
En 1975 pasaría al OFC Sliven 2000, equipo en el cual se retiraría en 1978.

### Selección nacional
Jugó para Bulgaria de 1966 a 1974 donde participó en 25 partidos y anotó seis goles, participó en los mundiales de México 1970 y Alemania 1974, además de ganar la medalla de plata en los Juegos Olímpicos de México 1968 perdiendo la final ante Hungría.

### Entrenador
Inició su carrera de entrenador en 1979 con el PFC CSKA Sofia al que dirigió en tres etapas distintas y ganó cinco títulos de liga y uno de copa, dirigió a varios equipos en Bulgaria así como al ES Sahel de Túnez y al AC Omonia de Chipre, con el que ganó la Copa de Chipre en la temporada de 1999/2000.

## Vida personal
Nikodimov está casado con Svetla y tiene dos hijas que juegan voleibol.

## Logros

### Jugador
CSKA Sofia
- A PFG (6): 1965–66, 1968–69, 1970–71, 1971–72, 1972–73, 1974–75
- Copa de Bulgaria (5): 1965, 1969, 1972, 1973, 1974

Selección nacional
- Fútbol en los Juegos Olímpicos

-  (1): 1968

### Entrenador
CSKA Sofia
- A PFG (5): 1979–80, 1980–81, 1981–82, 1982–83, 1991–92
- Copa de Bulgaria (1): 1983

AC Omonia
- Copa de Chipre (1): 1999-2000